# استان چاتگام
از استان‌های شش‌گانه کشور بنگلادش به مرکزیت بندر چاتگام.
این استان در شرق بنگلادش و در مرز میانمار قرار دارد.